# Eressa simplex
Eressa simplex är en fjärilsart som beskrevs av Rothschild. Eressa simplex ingår i släktet Eressa och familjen björnspinnare. Inga underarter finns listade i Catalogue of Life.